# 柏林奧林匹克體育場
柏林奧林匹克體育場（德語：Berlin Olympiastadion）是一座位於德國柏林的大型體育場地，建於為舉辦1936年夏季奧林匹克運動會而建的德意志體育場原址，該場館與現有建築物均由瑪赫家族設計，前者由奧托·玛赫設計，後者則由其子维纳·玛赫設計。
現存的奧林匹克體育場及周邊的奧林匹克廣場，是為1936年柏林奧運會而建造。二戰期間受到戰火的輕微毀壞，戰後則被英國軍方作為駐柏林總部至1994年。此場館主要用作舉行足球比賽，是德国足球甲级联赛球隊柏林赫塔的主場，先後兩次舉辦世界盃足球賽（分別是1974年及2006年），每年的德國足協杯決賽亦於此場館舉行。

## 歷史

### 德意志體育場（1916年至1934年）
國際奧委會於1912年選定柏林作為1916年夏季奧林匹克運動會的舉辦城市，德國政府原計劃於柏林以西的夏洛特堡新建主場館，後來有關計劃擱置，並雇用建築師奧托·瑪赫設計主場館－德意志體育場。他決定以明挖方式興建可容納4萬名觀眾的體育場，完工後將成為當時世界最大的體育場館。然而，是屆奧運會因第一次世界大戰爆發而被迫取消。戰後，場館選址附近興建了一所專業的體育學院，而奧托·瑪赫之子－維納·瑪赫及華特·瑪赫兄弟在1926年至1929年間被指派設計該學院的擴建部分－德意志體育廣場（Deutsches Sportforum）。

### 帝國體育場（1936年）

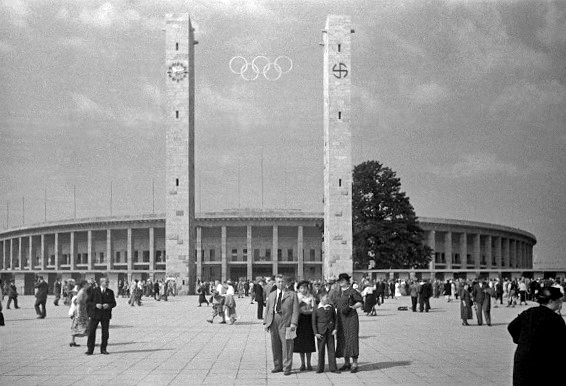
1936年奧運會的德意志帝國體育場及奧林匹克廣場，從馬拉松之門上方可見納粹黨標誌

柏林再度於1931年被國際奧委會選為1936年夏季奧林匹克運動會的主辦城市，於是德國政府決定重修德意志體育場作為主場館，並由維納·瑪赫負責設計。納粹德國政府興建了帝國體育場（Reichssportfeld），作為奧運會使用的場館建築群，維納·瑪赫繼續負責設計及興建事宜，並由其弟華特·瑪赫協助。維納·瑪赫拆卸了德意志體育場，並在原址新建奧林匹克體育場，建築物一半的結構建於地面以下12米。體館能容納11萬名觀眾，東面連接奧林匹克廣場及馬拉松之門，呈椭圆形的观众看台於西側開口，建有五月廣場及奧林匹克鐘樓。
帝國體育場的建築工程於1934年至1936年期間進行，佔地1.32平方公里，體育場設施包括奧林匹克體育場、五月廣場及森林劇場（Berliner Waldbühne），此外亦修建150座供不同運動項目使用的輔助建築物。

#### 五月廣場
五月廣場建於奧林匹克體育場西側，是一片佔地112000平方米的草坪，作為舉行大規模體操活動的場地，可容納25萬人（西側可額外容納60000人），奧林匹克鐘樓及朗格马克大厅亦建於此地。阿爾卑斯山低地的優質石材用作興建廣場的圍牆，以及在場外展示的勇士持馬雕塑（德國雕塑家Josef Wackerle作品）。 
柏林奧運期間，五月廣場被用作馬術項目的比賽場地，並舉辦幾場納粹宣傳意味甚濃的體操集體示範。

#### 奧林匹克鐘樓

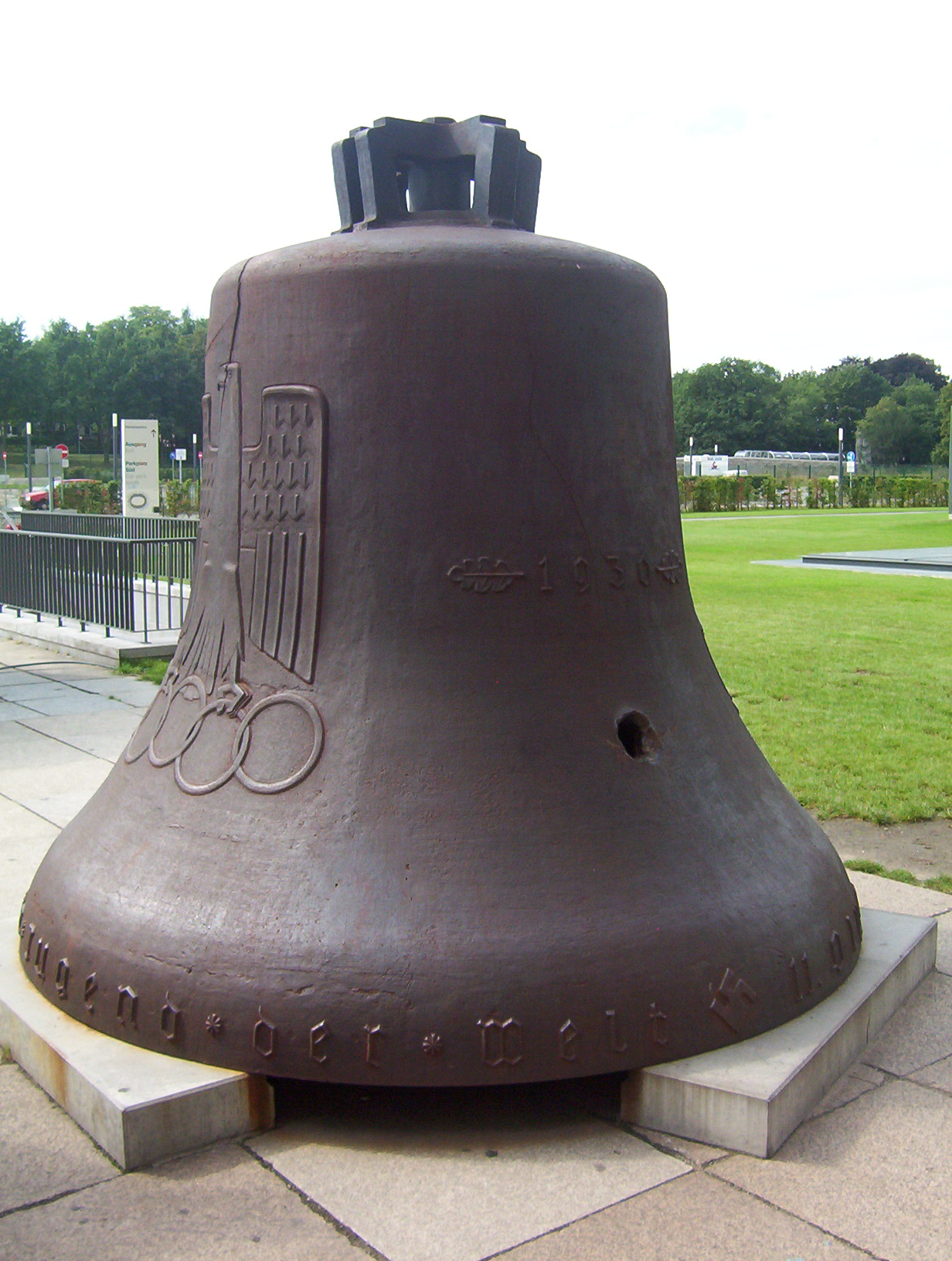
奧林匹克銅鐘

奧林匹克鐘樓建於奧林匹克體育場西側，豎立於五月廣場的中央位置。從樓高77米的鐘樓頂部可觀賞到整個柏林市景色，比賽期間用作警察、醫療人員、媒體及官員的觀察點。鐘樓上放置了奧林匹克銅鐘，上面刻有五環、勃蘭登堡門及「余喚醒世界青年」（德文：Ich rufe die Jugend der Welt!）的銘文，此銅鐘亦作為是屆奧運會的會徽。

#### 蘭傑馬克大厅

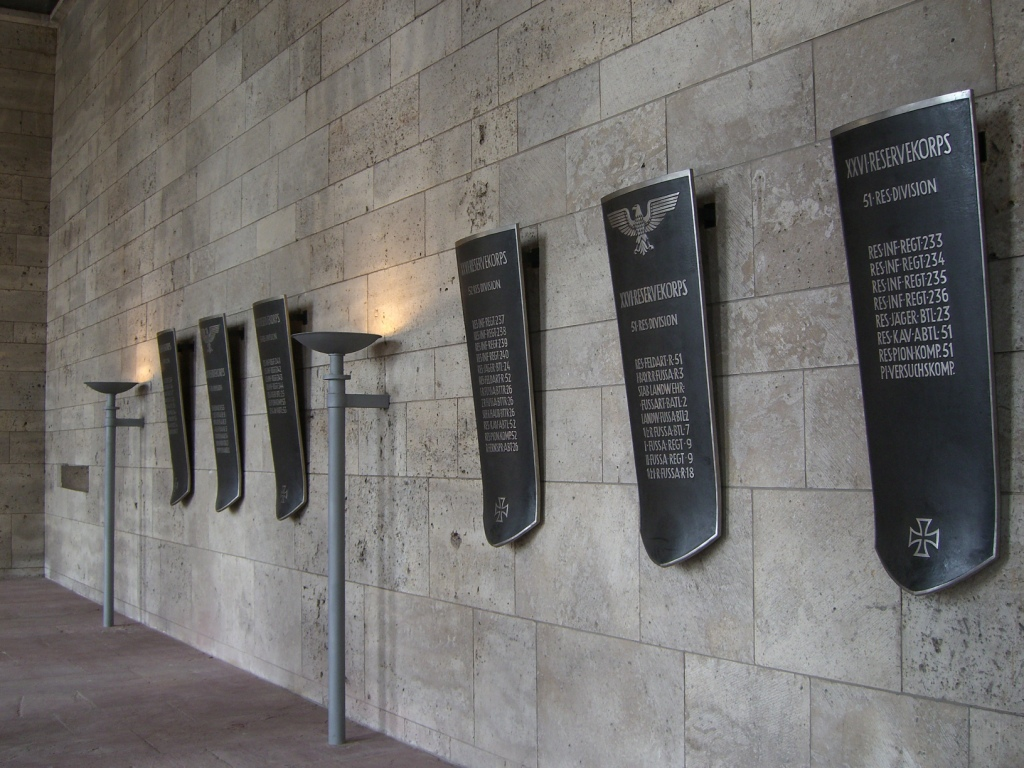
蘭傑馬克大廳

蘭傑馬克大厅建於奧林匹克體育場西看台，大廳支柱裝置了巨型的旗幟及盾牌，以紀念所有參與1914年11月10日蘭傑馬克（Langemarck）戰役的陣亡將士。

#### 森林劇場
森林劇場建於柏林冰蝕谷的冰河河岸，依照公元前3世紀的古希臘圓形劇場之建築設計，當時命名為狄特里希·埃卡特舞台（Dietrich-Eckart-Bühne），以紀念政治人物狄特里希·埃卡特。劇場可容納22000人，觀眾席中段為元首專用的包箱。
在奧運期間作為舉行體操項目的比賽場地，以及舉辦各式各樣的文化活動。

### 1936年柏林奧運會

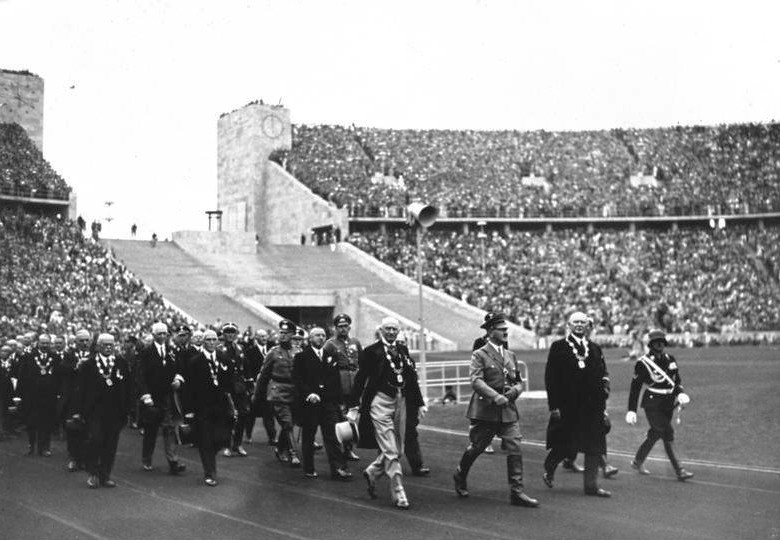
希特拉出席柏林奧運會開幕禮

1936年8月1日，德國元首希特拉宣告柏林奧運會正式開幕，並由運動員弗里茨·希爾根點燃聖火。是屆奧運首次舉行聖火接力傳遞，由希臘奧林匹亞，經保加利亞、南斯拉夫、匈牙利、捷克斯洛伐克、奧地利等國，傳到終點德國柏林，路線全長約3000公里。聖火傳遞的概念由卡爾·丁姆（Carl Diem）倡議，他是德國政府宣傳部長約瑟夫·戈培爾的政治顧問，專責籌辦奧運事宜。
所有比賽項目的4百萬張門票被搶購一空，是屆奧運亦首次通過電視及廣播電台轉播比賽，當局於柏林市內設置25台大型電視螢幕，動用20部電台廣播車及300支麥克風，並以28種語言進行電台節目的廣播。萊尼·里芬斯塔爾於此場館為柏林奧運會拍攝記錄片《奧林匹亞》（Olympia）。

### 二戰及柏林佔領時期（1939年至1994年）
1945年4月，蘇聯紅軍發動柏林戰役，蘇軍縱火燒毀存放在奧林匹克鐘樓的第三帝國檔案，鐘樓被大火嚴重焚毀。而柏林奧林匹克體育場僅有機槍造成的輕微損壞，是少數在二戰期間保持完好的建築物。
戰後，奧林匹克廣場被用作英國軍事佔領部隊的總部。英軍佔用包括帝國體育訓練學院及德國體育院等第三帝國體育機關及設施，並進行破壞。1994年以前，英軍每年都會在五月廣場舉行盛大的國慶活動。在此時期，德國足球甲級聯賽賽事均會在此場館舉行，而本地球隊哈化柏林於1963年起就以此作為主場。五月廣場亦會舉行足球、欖球及馬球比賽。森林劇場則用來舉辦傳統音樂會及電影放映會，有時亦會舉辦拳擊比賽。
英國工程師於1947年將奧林匹克鐘樓拆卸，所幸鐘樓於1962年依照原貌重建。曾一度被用作反攻克武器標靶的奧林匹克銅鐘於1956年完成復修，但已經無法再發出鐘聲。奧林匹克鐘樓的重建工程於1960年至1962年進行，再度由維納·瑪赫根據建築物原貌設計及重建，新鐘樓建成後成為柏林的重要觀光景點，下層則設有介紹場館歷史的訪客中心。

### 兩屆世界盃及重建

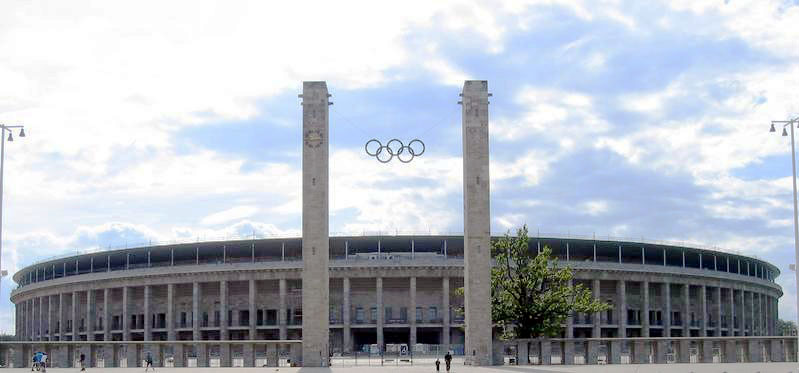
重建後的柏林奧林匹克體育場，大致保留1936年的外觀

1974年世界盃足球賽第一輪第一組的部分賽事於此場館舉行，為此進行了一系列的改善工程，而場館最後亦見證了西德隊在決賽贏得FIFA世界盃。1998年，柏林市民為柏林奧林匹克體育場的存廢問題而掀起一場爭論，有些意見認為應該拆卸重建，有人則認為場館本身並非納粹黨象徵而主張保留。當局最後決定保留及改建場館，國際足協亦選定此場館作為2006年世界盃足球賽的場館之一。柏林市政府將價值4500萬的改建及營運合約批給WALTER BAU-AG與DYWIDAG合組的財團，重建後場館將由柏林市政府、哈化柏林及財團建立合營公司共同管理。
柏林奧林匹克體育場重建工程由德國GMP事務所設計，由德國總理施羅德於2000年7月3日主持施工儀式。工程動用了70000立方米的混凝土及20000立方米的預製強化混凝土，場館原有的12000立方米混凝土被拆卸，30000立方米的石塊被重新打磨。工程並新建了長逾68米，面積達37000平方米，全面覆蓋觀眾席的天幕，並由20條鋼製支柱支撐重達3500噸的屋頂結構。天幕以透光物料製造，能夠使陽光透入場館。為使觀眾有更佳的視覺效果，球場被降低2.65米，並利用90000立方米的沙粒重新鋪設。重建工程亦相當重視柏林奧林匹克體育場的史蹟元素，特別是復修原有的天然石材結構，奧林匹克鐘樓及馬拉松之門等主要建築被保留。場館亦改善人工照明及音響設施，加設113個貴賓席、餐廳及兩個停車場，共提供630個停車格。經過批評後，場館的徑賽跑道由紅色轉刷為藍色。場館現代化及擴建工程的總成本為24200萬歐元。
重建之後的柏林奧林匹克體育場可容納76000名觀眾，成為德國第二大的體育場館，僅次於多蒙特的西格納伊度納公園（前稱：威斯法倫體育場）。慶祝重建完工的典禮於2004年7月31日及8月11日舉行，前者以文藝晚會，參與的知名藝人包括妮娜及丹尼爾·巴倫波因；後者則由哈化柏林與外隊作友誼賽。9月8日，德國國家足球隊與巴西國家足球隊在此場館進行友誼賽。
2006年世界盃足球賽期間，場館舉辦其中六場賽事，其中包括2006年6月30日德國對阿根廷的半準決賽，德國最終以互射點球勝出；7月9日舉行的決賽由三屆冠軍意大利對1998年冠軍法國，雙方1比1的賽果持續至加時賽階段，在下半場5分鐘，施丹涉嫌受到對手馬特拉斯的言語挑釁，沉不住氣襲擊對方而遭紅牌出場。意大利最終以點球贏得是屆FIFA世界盃。
2015年6月6日，西班牙巴塞罗那足球俱乐部在此举办的决赛中击败意大利尤文图斯足球俱乐部，赢得欧洲冠军联赛冠军。
2023年，成功晉身欧洲冠军联赛的柏林聯盟足球俱樂部因其主場館不符合相關要求，故會使用此球場作為球會在歐聯賽事的主場館。

## 流行文化及軼事
- 克里斯汀·貝爾主演的電影《撕裂的末日》曾取景於此場館。
- 2008年8月28日，瑪丹娜將於此場館舉行世界巡迴演唱會。
- 2006年9月，場館豎立了首爾市政府贈送給柏林市政府的已故運動員孫基禎銅像，以紀念他在柏林奧運會馬拉松項目為韓國（當時被日本殖民統治）取得首枚金牌。同樣的銅像亦豎立於1988年夏季奧林匹克運動會主場館－蠶室綜合運動場[6]。

## 外部連結
- Olympiastadion Berlin的X（前Twitter）（英文）
- 柏林奧林匹克體育場 （页面存档备份，存于）官方網站（德文）
- 柏林奧林匹克鐘樓 （页面存档备份，存于）官方網站（英文）
- The Nazi Olympics Berlin 1936 Exhitbition美國猶太人大屠殺博物館（英文）
- A Teacher's Guide to The Holocaust: Photos: 1936 Berlin Olympic Stadium （页面存档备份，存于）（英文）
- 德國GMP事務所作品：柏林奧林匹克體育場建築（中文）

| 前任： 橫濱國際總合競技場 （日本橫濱） | 國際足協世界盃 決賽舉行場地 2006    | 繼任： 足球城體育場 （南非約翰尼斯堡） |
| 前任： 盧斯球場 (葡萄牙里斯本)         | 歐洲聯賽冠軍盃 決賽舉行場地 2014-15 | 繼任： 聖西路球場 (意大利米蘭)         |
| 前任： 温布利球场 (英国伦敦)           | 歐洲足球锦标赛 決賽舉行場地 2024    | 繼任： 温布利球场 (英国伦敦)           |